# Carronia protensa
Carronia protensa là một loài thực vật có hoa trong họ Biển bức cát. Loài này được (F.Muell.) Diels mô tả khoa học đầu tiên năm 1910.